# 牧地狼尾草
牧地狼尾草（学名：Pennisetum setosum），又稱山野狼尾草，为禾本科狼尾草属下的一个种。

## 扩展阅读
- 維基物種上的相關：牧地狼尾草